# Gayaneh

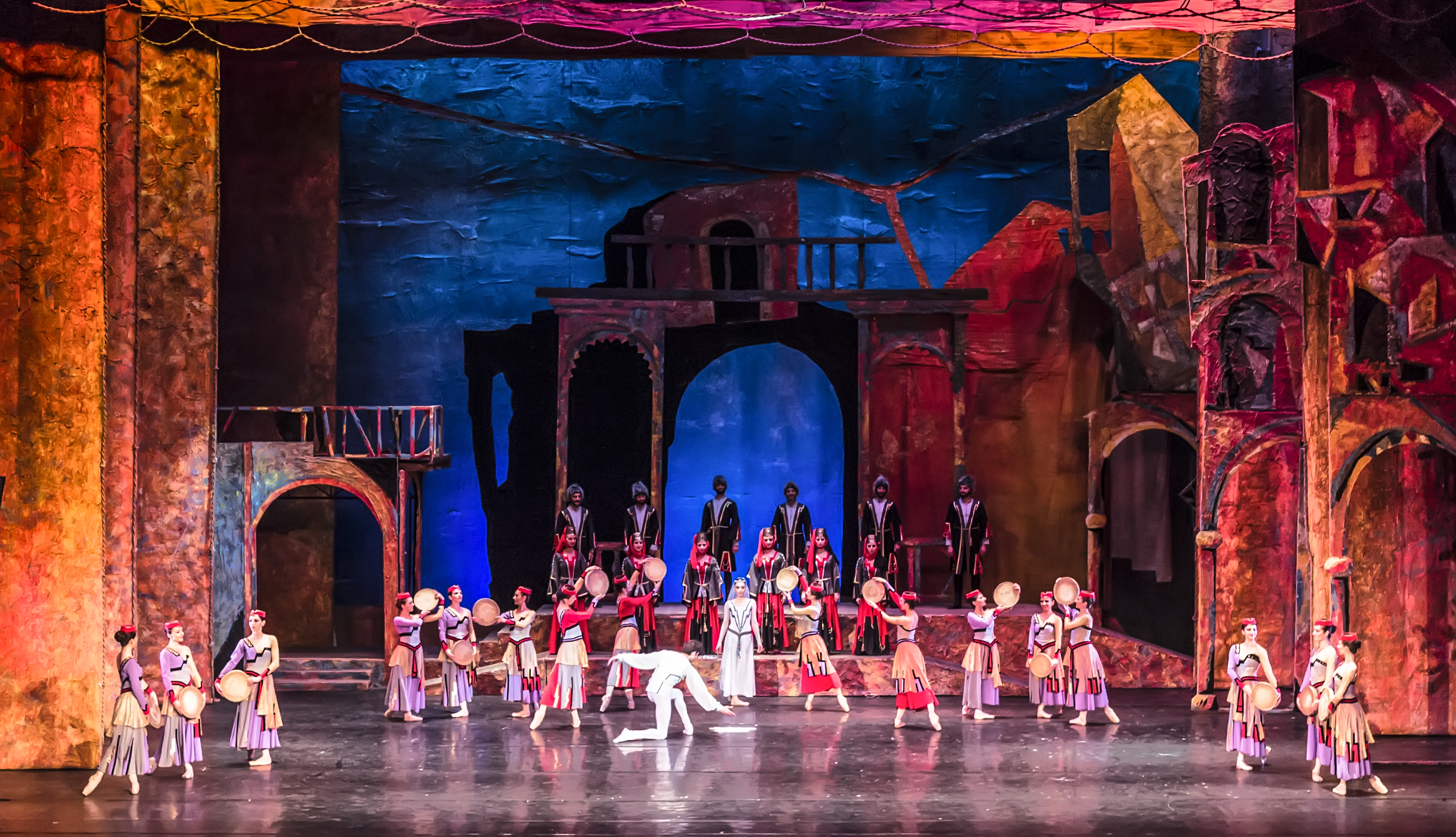
Szene aus dem Ballett Gayaneh im Sankt Petersburger Mariinski-Theater

Gayaneh (auch Gajaneh, armenisch Գայանե Gajane, russisch Гаянэ Gajane) ist der Titel eines abendfüllenden Balletts von Aram Chatschaturjan aus dem Jahre 1942. Das Stück besteht in der früher in der Sowjetunion üblichen ursprünglichen Fassung aus vier Akten. Die Handlung des Werkes spielt 1941 in der Kaukasusregion und hat gegen Ende des Werks bereits einen aktuellen Bezug auf den Zweiten Weltkrieg. Als Vorlage diente ein Libretto von Konstantin Derschawin. Der Musikverlag Sikorski vertreibt heute eine davon abweichende Fassung mit Prolog, drei Akten in fünf Bildern und einer völlig anderen Handlung.

## Geschichte und musikalische Einordnung
Das Werk entstand als Auftragsarbeit der Kommunistischen Partei der Sowjetunion und wurde vom Komponisten im Stil des Sozialistischen Realismus konzipiert. Später überarbeitete die Choreografin Nina Aleksandrowna Anissimowa das Werk inhaltlich für die Aufführungen in den Jahren 1945 und 1952, entsprechend den Anforderungen des Leningrader Kirow-Balletts. Vorausgegangen war 1939 Chatschaturjans erstes Ballett mit dem Titel Счастье (Glück). Die Arbeit an der Partitur begann 1941, die Uraufführung fand am 9. Dezember 1942 in der Staatlichen Opern- und Ballett-Theater in Perm statt, weil während der Leningrader Blockade durch die deutsche Wehrmacht im Deutsch-Sowjetischen Krieg keine Arbeit im Theater mehr möglich war und alle Musiker und Theaterleute die Stadt verlassen mussten. Die erste Besetzung bestand in den Hauptrollen aus Natalia Dudinskaja (Gayaneh), Nikolai Subkowski (Karen), Konstantin Sergejew (Armen), Tatjana Wetscheslowa (Nuneh), und Boris Schawrow (Giko). Dirigent der ersten Aufführungen war Pawel Feldt. Die Choreografie stammte von Nina Aleksandrowna Anissimowa, der Ehefrau von Konstantin Derschawin, das Bühnenbild von Natan Issajewitsch Altman und die Kostüme von Tatjana Bruni.
In dem Ballett finden sich die für das sowjetische Balletttheater jener Zeit typischen Elemente des Sozialistischen Realismus. Einerseits eine kommunistische Heldin, die absolut positiv dargestellt wird, und einen vom imperialistischen Westen indoktrinierten Gegenspieler in Form eines Trinkers. Auf den Zweiten Weltkrieg spielen die letzten Szenen des 1942 uraufgeführten Stücks an, als die Rotarmisten in den Krieg gegen den Faschismus ziehen, während die Baumwollproduktion durch das freudig arbeitende Volk ungestört weitergeht.
Die Dramaturgie von Gayaneh ist der traditionellen klassischen Ballettkunst des 19. Jahrhunderts mit ihren Tanznummern nachempfunden. Im Wechsel von Tänzen und mimischem Spiel wird die Handlung weitergeführt. Die einzelnen Tänze sind den ethnischen Gruppen des Kaukasus zugeordnet und nutzen entsprechende Rhythmen der jeweiligen traditionellen Volkstänze unter Verwendung eigener Instrumentierungen. 1957 erarbeitete der Moskauer Choreograf Wassili Wainonen eine völlig neue Handlung für das Werk. Je nach der politischen Situation wurde es mehrmals verändert, so gab es weitere Neuinszenierungen von Boris Jakowlewitsch Eifman im Jahr 1972 in Leningrad und 1978 in Moskau, mit einer Choreografie von Natalija Kassatkina und Wladimir Wiktorowitsch Wassiljew.
Zu dem Ballett gibt es außerdem eine instrumentale Suite. Einige Stücke daraus wurden in zahlreichen Filmen verwandt. So untermalt der berühmte Säbeltanz beispielsweise in dem 1961 fertiggestellten Film Eins, Zwei, Drei von Billy Wilder eine Tabledance-Szene mit Liselotte Pulver. In Stanley Kubricks Film 2001: Odyssee im Weltraum ist das Adagio, drittes Stück der Suite, im Handlungsabschnitt Die Reise zum Jupiter (Jupiter Mission 18 Months Later) zu hören.
Der Komponist und sein Werk Gayaneh sind bedeutende Bestandteile der armenischen Kultur und wurden auf dem 50-Dram-Geldschein abgebildet.

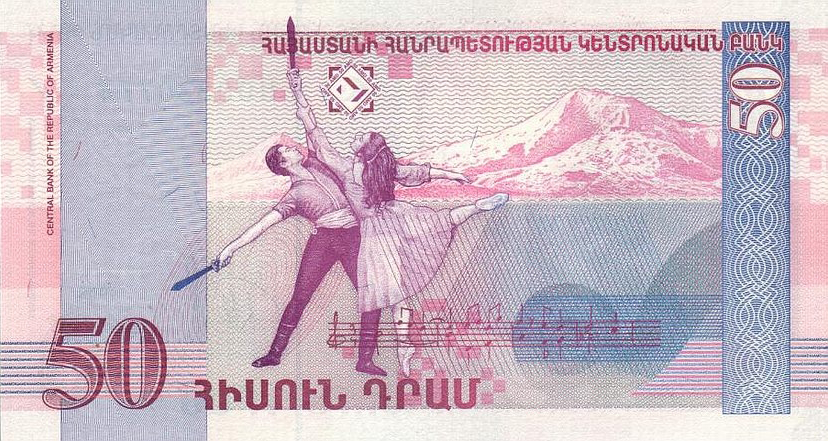
50-Dram-Note mit einer stilisierten Ballettszene aus Gayaneh mit dem Berg Ararat im Hintergrund

## Personen (Auswahl)
- Gayaneh, eine Erntehelferin
- Nune, ihre Freundin
- Giko, ihr erster Ehemann
- Owanes, Gayanehs Vater
- Armen, ihr Bruder
- Karen, Armens Freund
- Aischa, Armens Verlobte
- Kasakow, Kolchosvorsitzender
- Drei Brandstifter
- Rotarmisten

## Inhalt der ursprünglichen Handlung
Erster Akt
Im ersten Akt sieht man, wie die junge Gayaneh tatkräftig bei der Baumwollernte hilft. Ihr Mann Giko dagegen ist Alkoholiker, kann nicht mehr seine Pflicht erfüllen und will sich nicht in die Gemeinschaft einordnen. Vielleicht liegt es daran, dass Gayaneh einem Offizier der Grenztruppen nachschaut (andere Version: ...dem Vorsitzenden der Kolchose nachschaut und von ihm eine Rose geschenkt bekommt). Er gerät immer mehr in die Rolle des Außenseiters und hegt Rachegedanken.
Zweiter Akt
Vielfältige Tätigkeiten sind auf der Bühne zu betrachten, die Herstellung eines Teppichs, das Backen von Fladenbrot und sonstiges buntes Volkstreiben. Es herrscht eine gute Stimmung, bis Giko mit drei Männern erscheint. Es sind Saboteure, die die Baumwollspeicher der Kolchose in Brand setzen wollen, um die Baumwollernte zu vernichten. Gayaneh hat die Männer belauscht und versucht verzweifelt ihren Mann zur Vernunft zu bringen, aber er sperrt sie ein.
Dritter Akt
Eines Morgens erwacht Aischa, die Verlobte von Gayanehs Bruder Armen, allein im Bett. Er ist verschwunden, und sie ist traurig. Endlich kommt er wieder, und sie umarmen sich. Es stellt sich heraus, dass er die drei Brandstifter, die die Baumwollspeicher angezündet haben, verfolgt hat und zu ihrer Festnahme durch die Grenztruppen beigetragen hat. Gayaneh berichtet, dass ihr Mann Giko der Anstifter der Tat war. Er und die Brandstifter werden ins Arbeitslager gebracht. Gayaneh hat nun eine Tochter ohne Vater, aber „das Vaterland steht über allem.“
Vierter Akt
Die Wiederaufbauarbeiten der abgebrannten Speicher gehen bei Tanz und Musik schnell voran, die nächste Ernte steht schon vor der Tür, dank einer klugen Bodenbewirtschaftung. Zum Richtfest erklingt der heute noch berühmte Säbeltanz. Gayaneh und der Kolchosvorsitzende Kasakow gestehen sich ihre Liebe und wollen auch gleich heiraten.

## Inhaltlich abweichende Version
Da Chatschaturjan seine Musik zu dem Ballett zwar folkloristisch und dramatisch, aber nicht direkt der Ideologie zugewandt komponierte, waren auch problemlos andere Inhalte und Personenkonstellationen möglich. So trägt die Neufassung aus dem Jahr 1972 von Imre Keres, die in Wiesbaden aufgeführt wurde, den Untertitel Eine Liebesgeschichte aus Armenien und beschreibt eine zeitlose unpolitische Handlung. Für das Bühnenbild dieser Neuversion sind vier Dekorationen vorgesehen. In der unideologisch geprägten Version ist, abweichend von den meisten heutigen Aufführungen, Armen ein kurdischer Hirte, der Gayaneh aufgrund ihrer Schönheit liebt. Sein Konkurrent ist der Trinker Giko, der sie auch begehrt und sie bedrängt. Armen vertreibt seinen Konkurrenten, aber nachdem der Hirte in die Berge zu seiner Arbeit zurückkehren musste, belästigt er Gayaneh erneut und zündet im Rausch ihr Haus an. Das Feuer greift auf die Nachbarhäuser und auf das ganze Dorf über. Gayaneh wird von ihrer Freundin Nune im letzten Moment aus den Flammen gerettet. Nune läuft in die Berge zu den Männern, um Hilfe zu holen. Schließlich können sie den Brand löschen. Giko wird als Brandstifter entlarvt und von den wütenden Dorfbewohnern in die Flucht geschlagen. Am Ende heiraten Armen und Gayaneh in einem fröhlichen Hochzeitsfest, an dem alle Dorfbewohner teilnehmen.

## Suiten
Chatschaturjan schrieb drei Suiten mit Teilen aus dem Ballett. Aber auch hier nahm man es mit der Reihenfolgen nicht so eng oder stellte aus den Stücken der drei Suiten eine eigene Suite her. Der berühmte Säbeltanz fand dabei sein Platz in der 3. Suite. Die drei Suiten von Chatschaturjan beinhalten folgende Stücke aus dem Ballett:
- Suite Nr. 1
  - Einleitung
  - Tanz der Mädchen
  - Erwachen und Tanz der Aischa
  - Tanz der Kurden
  - Wiegenlied
  - Szene Gayaneh und Giko
  - Gayanehs Adagio
  - Lesginka

- Suite Nr. 2
  - Willkommenstanz
  - Lyrischer Tanz
  - Russischer Tanz
  - Nunehs Variation
  - Tanz der alten Männer und Teppichweberinnen
  - Armens Variation
  - Feuer

- Suite Nr. 3
  - Bauwollernte
  - Tanz der jungen Kurden
  - Einleitung und Tanz der alten Männer
  - Teppichstickerei
  - Säbeltanz
  - Gopak

## Publikationen
- Musik-CD Gayaneh (ballet in three acts, seven scenes with a prologue) BMG Classics. Aufnahme des Bolschoi Symphonie Orchesters mit einem Libretto von B. Pletyov aus dem Jahr 1957.[9]

## Weblink
- Videoaufzeichnung einer Aufführung im Sankt Petersburger Mariinski-Theater